# Kéztőalagút-szindróma
A kéztőalagút-szindróma (Carpal tunnel syndrome,CTS) egy jellemző tünetegyüttes, amelynek kiváltó oka a középideg (nervus medianus) összenyomódása a kéztőalagútban (kompressziós neuropátia).
A legtöbb CTS a medián ideg idiopátiás kompressziójával függ össze, ahogy az a csuklón keresztül a kéztőalagútban halad. (IMNCT – idiopathic compression of the median nerve at the carpal tunnel.) Az idiopátia jelentése, hogy nincs más betegség, amely hozzájárulna az idegre gyakorolt nyomás kialakulásához.
A tünetegyüttes jellemzői az éjszakai fájdalom, az első három ujj és részben a gyűrűsujj zsibbadása és kéz szorítóerejének csökkenése. A panaszokat az ismétlődő manuális aktivitás és az extrém csuklóhelyzet gyakran súlyosbíthatja. Az alagút alapját a kéztőcsontok képezik, felül pedig a csatornát egy szalag fedi, amelyet ligamentum carpi transversumnak nevezünk.
A CTS kiváltó oka a ligamentum carpi transzversum és a kéztőcsontok által létrehozott zárt rekeszben valamilyen okból kialakuló nyomásfokozódás. A kéztőalagútban kilenc ín és egy ideg fut. A nyomásfokozódás az idegre gyakorolt kompresszió és az ideg vérellátásának visszafordítható, majd idővel visszafordíthatatlan, károsodását okozza. Kezeletlenül, éveken vagy évtizedeken keresztül a CTS az érzékenység elvesztését, valamint a hüvelykujj tövében lévő izmok gyengeségét és zsugorodását, sorvadását (atrófia) okozza. Mint a legtöbb strukturális probléma, mindkét kézben előfordul. A legfontosabb kockázati tényező a genetika.
Más állapotok is okozhatnak CTS-t, például csuklótörés vagy reumás ízületi gyulladás. Az előbbinél, törés után a duzzanat, a vérzés és a deformitás összenyomja a középideget. Reumatoid artritisz esetén pedig az inak megnagyobbodott ízületi bélése okoz kompressziót.
A fő tünetek a hüvelykujj, a mutatóujj, a középső ujj és a gyűrűsujj hüvelykujj felőli oldalán jelentkező zsibbadása és bizsergése. A páciensek gyakran számolnak be fájdalomról, de a bizsergés nélküli fájdalom nem jellemző a IMNCT-re. Inkább a zsibbadás lehet olyan intenzív, hogy fájdalmasnak írják le.
Az IMNCT egyetlen biztos kockázati tényezője a genetika. Minden más kockázati tényező vitatható. Fontos, hogy az IMNCT-t a CTS-től elkülönítve tekintsük olyan betegségek esetén, mint a Reumatoid artritisz.
Az IMNCT diagnózisa nagy valószínűséggel felállítható a jellegzetes tünetek és jelek alapján. Az IMNCT elektrodiagnosztikai vizsgálatokkal mérhető, mint például az ENG (electroneurográfia) vagy az EMG (electromiográfia) vizsgálatok.
Az emberek ritkábban ébrednek éjszaka, ha csukló rögzítő sínt viselnek. Nincs bizonyíték arra, hogy a kortikoszteroid injekció megváltoztatja a betegség természetes lefolyását, amely a jelek szerint a neuropátia fokozatos előrehaladása.Egy tanulmány szerint az orális szteroidok és a kortikoszteroid-injekciók különösen rövid távon előnyösek a CTS-ben szenvedő betegek számára. Bár a szteroidinjekciók nagyobb dózisa középtávon hatékonyabbnak tűnik, az orális fájdalomcsillapítás és a kortikoszteroid-injekciók előnyei hosszú távon nem maradtak fenn.
A hajlítóizmokat leszorító kéztőszalag kéztőszalag (flexor retinaculum / transverse carpal ligament) átvágására irányuló műtét az egyetlen ismert betegségmódosító kezelés.

### Anatómia

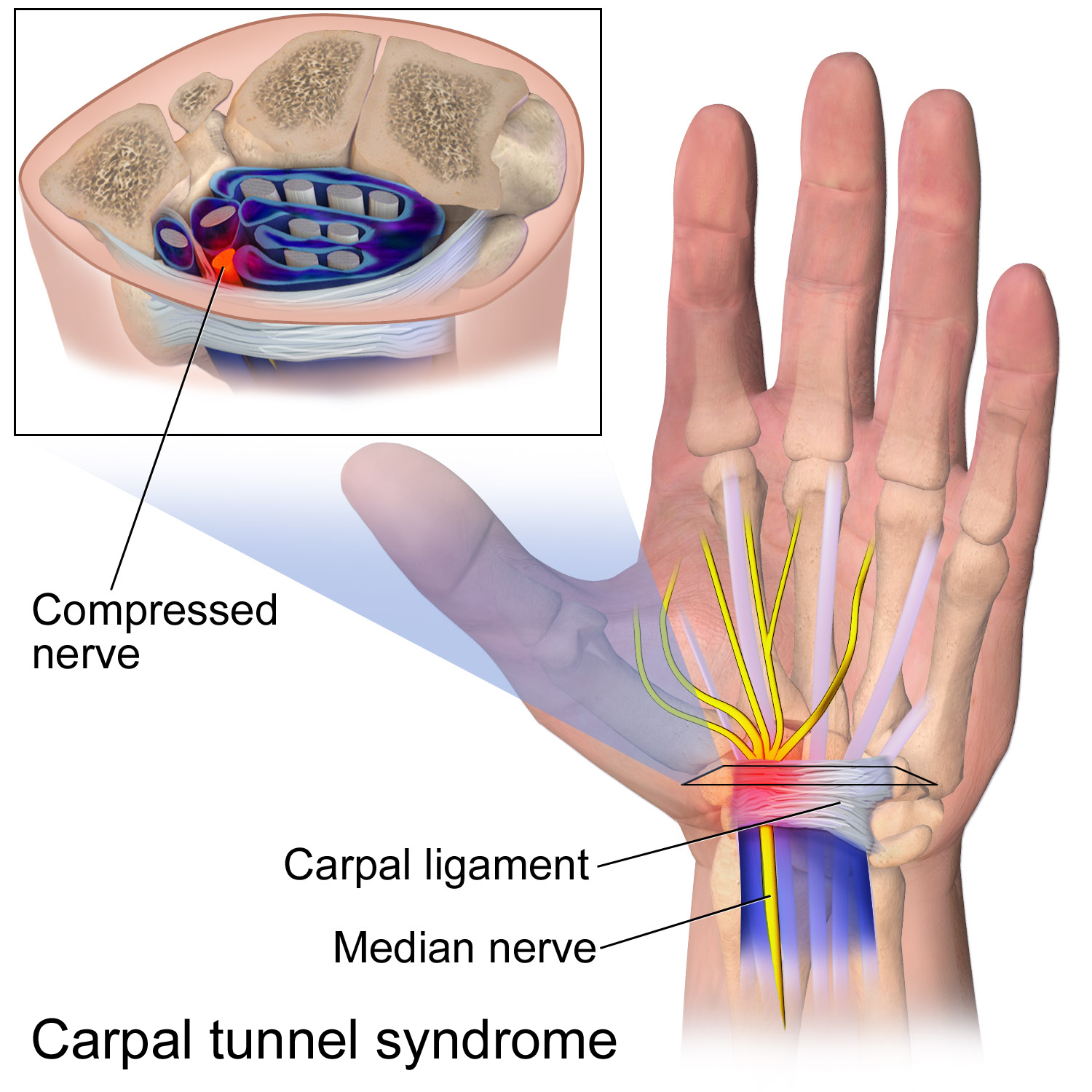
A kéztőalagút anatómiája: a középideg áthalad az ujj inakkal közös szűk térben

A kéztőalagút egy olyan anatómiai rész, amely a tenyér tövében található. Kilenc hajlító ín és a középideg halad át rajta, amelyeket három oldalról ívelt kéztőcsontok vesznek körül. A középső ideg biztosítja a hüvelykujj, a mutatóujj, a hosszú (középső) ujj és a gyűrűsujj felének érzését vagy érzékelését. A csukló szintjén a középideg látja el a hüvelykujj tövében lévő izmokat, amelyek lehetővé teszik a hüvelykujj eltávolodását másik négy ujjtól, valamint a tenyér síkjából való kimozdulását. A kéztőalagút a tenyér tövének középső harmadában helyezkedik el, a hüvelykujj tövénél a sajkacsont és a tapézcsont kiemelkedése, valamint a gyűrűsujj tengelye mentén tapintható horgascsont határolja. Az anatómiai helyzetből kiindulva a kéztőalagutat elülső felületén a transversus carpalis ligamentum, más néven a flexor retinaculum határolja. A flexor retinaculum egy erős, rostos szalag, amely a borsócsonthoz és a horgascsont egy apró kampójához csatlakozik. A proximális határ a csukló disztális bőrredője, a disztális határt pedig az úgynevezett Kaplan-féle kardinális vonal közelíti meg. Ez a vonal felszíni tájékozódási pontokat használ, és a hüvelyk- és mutatóujj közötti bőrredő csúcsa és a tapintható horgascsont között húzódik.

### Patofiziológia

Keresztmetszet a csuklónál. A középideg (nervus medianus) sárga színű. A kéztőalagút a csontokból és a hajlítóizmokat leszorító szalagból áll. (retinaculum flexorum)

A középideg összenyomódhat a kéztőalagút méretének csökkenése miatt, illetve ha a kéztőalagútban futó inak idegek és idegek mérete növekedésének indul (például a hajlító inak körüli szövetek megduzzadnak), de egyszerre akár mindkét hatás megjelenhet. Ha a nyomás felgyülemlik az alagútban, az károsítja a középideget (median neuropátia).
Ahogy a középideg károsodása súlyosbodik, a hüvelykujj, a mutatóujj, a hosszúujj és a gyűrűsujj hüvelykujj felőli oldalán érzékenységvesztés következik be. A neuropátia előrehaladtával előbb gyengeség, majd atrófia alakulhat ki a  hüvelykujj izompárnáiban (rövid hüvelykujjhajlító izom, hüvelykujj-szembefordító izom és rövid hüvelykujj-távolító izom). A tenyér érzékenysége normális marad, mivel a középideg felületes ága a TCL-hez proximálisan ágazik el, és felületesen halad. Az ideg tapadásának szerepe egyelőre nem tisztázott.

### Tünetek
A tünetek általában fokozatosan kezdődnek, fájdalom, tűszúrás, gyengeség vagy zsibbadás jelentkezik a kézben és a csuklóban. A tünetek súlyosbodásával napközben bizsergés érzése jelentkezhet, és a csökkent fogóerő megnehezítheti a kéz ökölbe szorítását, különböző dolgok megmarkolását vagy más egyéb kézzel végrehajtott feladatok elvégzését. Az esetek többségében a szindróma közvetlen oka nem azonosítható.

### Kiváltó okok
A carpalis nyomásfokozódás leggyakoribb okai a következők:
- Veleszületett carpalis stenosis
- Intrinsic és extrinsic izom rendellenesség
- Trauma
- Infectio
- Tumor
- Hormonális változások
- Érbetegségek
- Rheumás megbetegedés
- Synovialis gyulladás

### Diagnózis
A jellemző tünetegyüttes és a Phallen teszt pozitivitása egyértelműen felveti a carpalis alagútszindróma gyanúját. A Phallen teszt a mellkas előtt pozicionált teljesen hajlított helyzetű csuklóban kb. 60 másodperc után kialakuló zsibbadás. A röntgenfelvétel elvégzése nem kötelező, de javasolt, mivel esetleg csontos eredetű elváltozás azonosítható. Szisztémás betegség esetén elvégzése szintén javasolt.
A betegség egyértelmű diagnosztikus jele az EMG vizsgálat (ElektroMiográfia). A vizsgálat során a nervus medianus vezetési sebességét mérik, detektálják a vezetési sebesség csökkenésének mértékét, valamint pontos magasságát. Negatív esetben a nyaki gerinc vizsgálta is javasolt.

### Kezelés

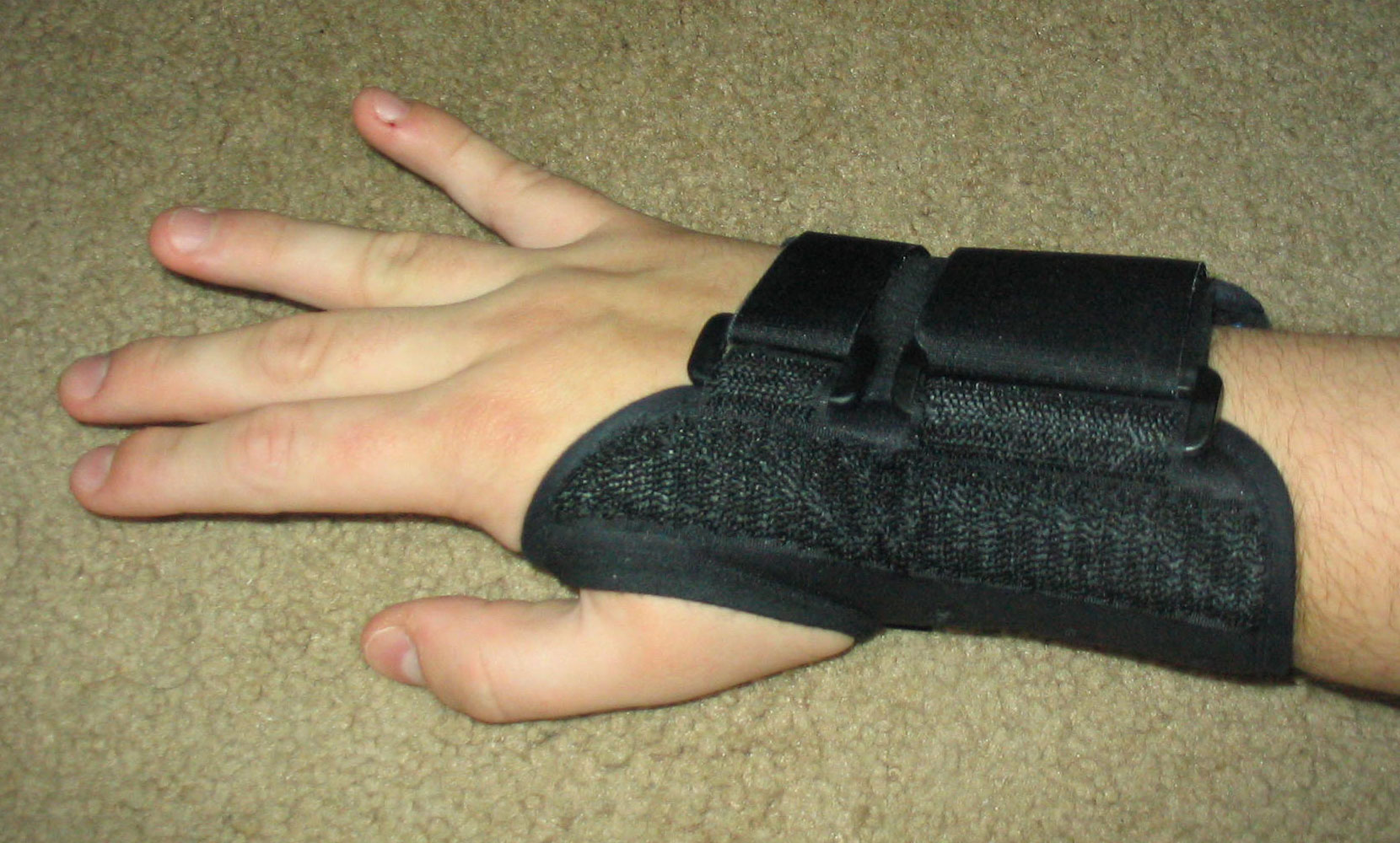
A merev sín segíthet egyenesen tartani a csuklót

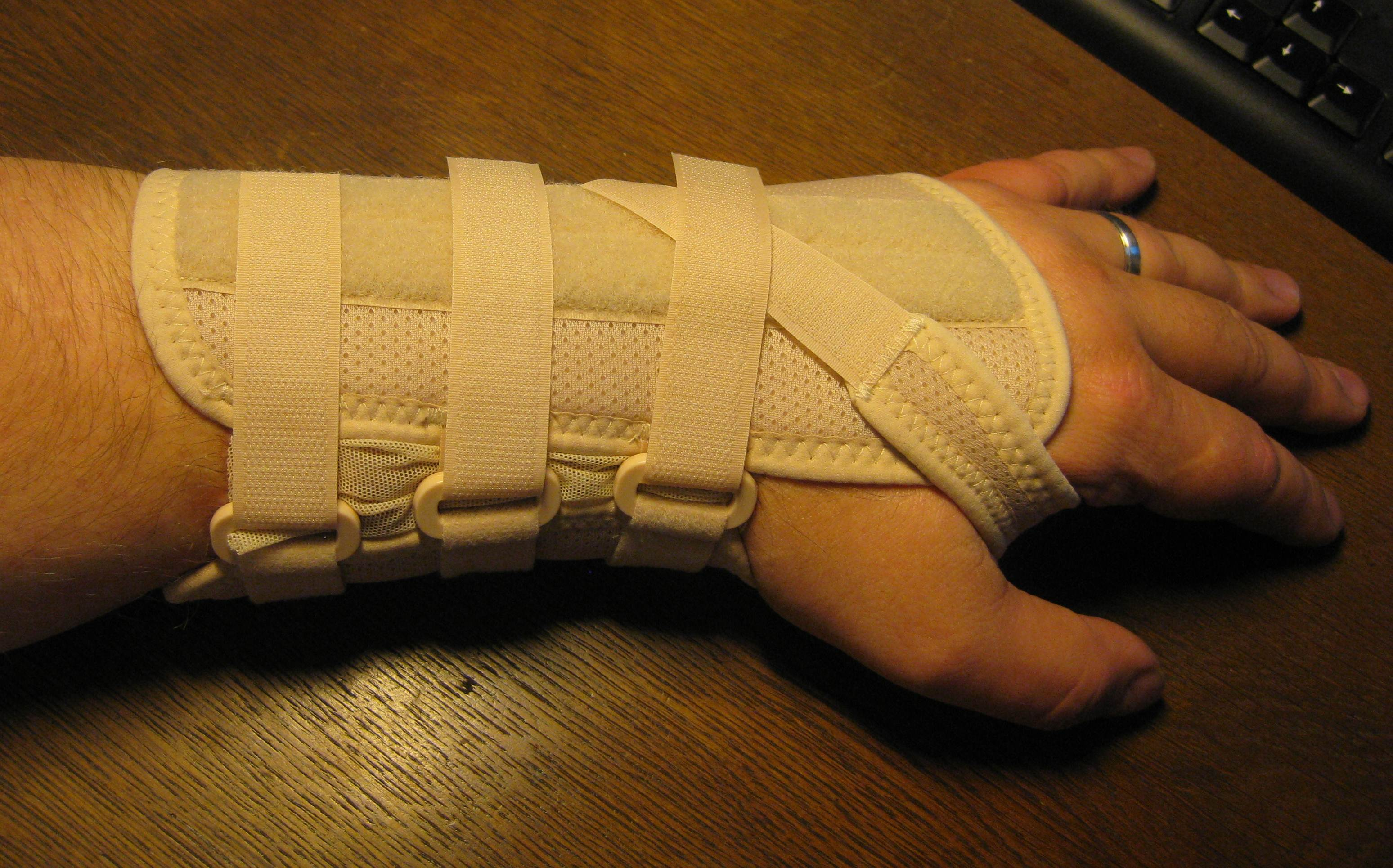
A kéztőalagút-szindróma kezelésre különböző típusú merev síneket használnak

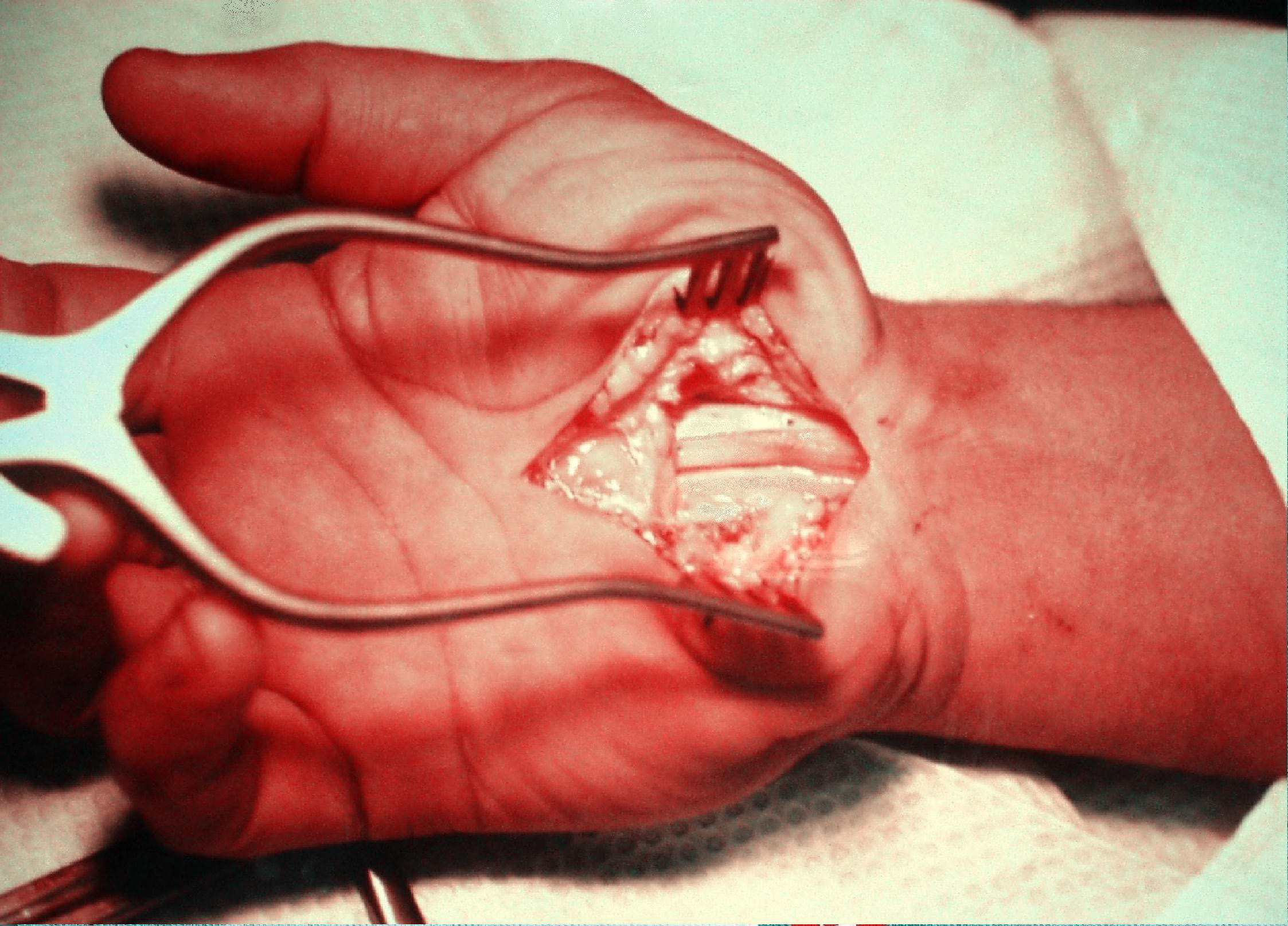
A kéztőalagút-szindróma kezelésére végrehajtott műtéti beavatkozás

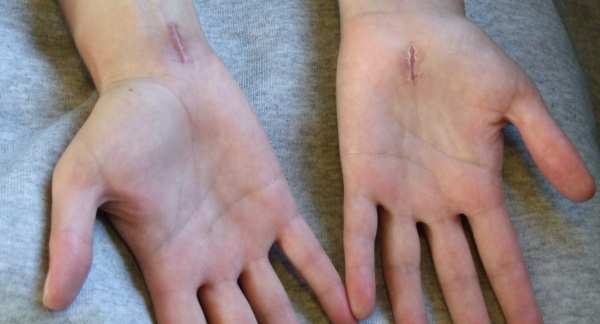
A kéztőalagút felszabadító műtétből származó hegek. Két különböző technikát alkalmaztak. A bal oldali műtéti heg 6, míg a jobb oldali heg 2 hetes. A bal kézen a hüvelykujj izompárnájának sorvadása is megfigyelhető, ami az előrehaladott CTS gyakori jele

Korai stádiumban a kéz sínezése és gyulladáscsökkentő kezelés valamint fizikoterápia jelentős javulást hozhat. A gyulladás csökkentő kezelés szisztémásan és lokálisan is használatos, de a lokális, közvetlenül a carpalis alagútba juttatott gyulladáscsökkentő a fokozott szövődményveszély miatt gondosan mérlegelendő.
A javasolt sebészi kezelés a ligamentum carpi transzverzum átvágása és az ideg felszabadítása. A ligamentum carpi a távolított hüvelykujj vonala és a distalis csuklóbarázda között helyezkedik el.
A műtét helyi érzéstelenítésben is elvégezhető, így lehetőség van akár egynapos sebészet keretében végezni a beavatkozást.

## Fordítás
- Ez a szócikk részben vagy egészben  a   Carpal tunnel syndrome című angol Wikipédia-szócikk fordításán alapul.  Az eredeti cikk szerkesztőit annak laptörténete sorolja fel. Ez a jelzés csupán a megfogalmazás eredetét és a szerzői jogokat jelzi, nem szolgál a cikkben szereplő információk forrásmegjelöléseként.